# HCM Costanza
Il Clus Sportiv Municipal Constanța è una squadra di pallamano maschile rumena, con sede a Costanza.

## Palmarès
- Campione di Romania: 10
  - 2004, 2006, 2007, 2009, 2010, 2011, 2012, 2013, 2014, 2019
- Coppa di Romania: 7
  - 2006, 2011, 2012, 2013, 2015, 2018, 2023
- Supercoppa di Romania: 6
  - 2008, 2011, 2013, 2014, 2017, 2021